# Division 1 1957-1958
La Division 1 1957-1958 è stata la 20ª edizione della massima serie del campionato francese di calcio, disputato tra il 18 agosto 1957 e l'11 maggio 1958 e concluso con la vittoria dello Stade Reims, al suo quarto titolo.
Capocannoniere del torneo è stato Just Fontaine (Stade Reims) con 34 reti.

## Classifica finale
|  | Pos. | Squadra             | Pt | G  | V  | N  | P  | GF | GS | MR    |
|  | ---- | ------------------- | -- | -- | -- | -- | -- | -- | -- | ----- |
|  | 1.   | Stade Reims         | 48 | 34 | 22 | 4  | 8  | 89 | 42 | 2,119 |
|  | 2.   | Nîmes               | 41 | 34 | 16 | 9  | 9  | 61 | 39 | 1,564 |
|  | 3.   | Angers              | 41 | 34 | 16 | 9  | 9  | 65 | 46 | 1,429 |
|  | 4.   | Monaco              | 41 | 34 | 15 | 11 | 8  | 50 | 35 | 1,413 |
|  | 5.   | Sedan-Torcy         | 38 | 34 | 16 | 6  | 12 | 74 | 70 | 1,057 |
|  | 6.   | Lilla               | 37 | 34 | 17 | 3  | 14 | 71 | 59 | 1,203 |
|  | 7.   | Saint-Étienne       | 37 | 34 | 10 | 17 | 7  | 55 | 52 | 1,058 |
|  | 8.   | Olympique Lione     | 35 | 34 | 13 | 9  | 12 | 51 | 53 | 0,962 |
|  | 9.   | RC Paris            | 33 | 34 | 13 | 7  | 14 | 61 | 62 | 0,984 |
|  | 10.  | Tolosa              | 33 | 34 | 13 | 7  | 14 | 53 | 57 | 0,93  |
|  | 11.  | Lens                | 33 | 34 | 13 | 7  | 14 | 55 | 62 | 0,887 |
|  | 12.  | Sochaux             | 32 | 34 | 13 | 6  | 15 | 61 | 61 | 1     |
|  | 13.  | Nizza               | 31 | 34 | 10 | 11 | 13 | 71 | 53 | 1,34  |
|  | 14.  | Olympique Alès      | 28 | 34 | 10 | 8  | 16 | 41 | 59 | 0,695 |
|  | 15.  | Valenciennes        | 28 | 34 | 8  | 12 | 14 | 37 | 64 | 0,578 |
|  | 16.  | Olympique Marsiglia | 26 | 34 | 8  | 10 | 16 | 46 | 65 | 0,708 |
|  | 18.  | Metz                | 26 | 34 | 9  | 8  | 17 | 45 | 68 | 0,662 |
|  | 18.  | Béziers             | 24 | 34 | 9  | 6  | 19 | 38 | 77 | 0,494 |

Legenda:
      Campione di Francia e qualificata in Coppa dei Campioni 1958-1959
      Invitato in Coppa delle Fiere 1958-1960
      Retrocesso in Division 2 1958-1959
Note:
Due punti a vittoria, uno a pareggio, zero a sconfitta.

## Percorso dei club nelle coppe europee
| Club          | Competizione       | Risultato   | Ultimo avversario          |
| ------------- | ------------------ | ----------- | -------------------------- |
| Saint-Étienne | Coppa dei Campioni | Primo turno | Rangers Glasgow (1-3; 2-1) |